# Zsigmond Czakó
Zsigmond Czakó (Dés, 20 de junio de 1820 – Pest, 14 de diciembre de 1847) actor y dramaturgo húngaro.
Estudió filosofía y derecho en Cluj-Napoca y Aiud y trabajó en el teatro nacional de su país.  

## Obra principal
- Kalmár és tengerész (1844)
- Szent László és kora (1844)
- Végrendelet (1845)
- Leona (1846)
- János lovag (1847)
- Könnyelműek (1847)
- Összes munkái (Redaktis József Ferenczy, I-II, Bp., 1883-84).